# Joan Verdalet (fill)
Joan Verdalet (Olot, 1664 – Girona, 1711) va ser organista i compositor, i fill del també organista de la catedral de Girona Joan Verdalet.

## Biografia
Començà la seva carrera musical d'organista de la col·legiata de Sant Fèlix. Quan el seu pare es jubilà, passà a ocupar la seva plaça d'organista a la seu gironina, del 28 d'abril del 1685 a l'any 1711. El 1739 vivia a Barcelona.
Per diferenciar-lo del seu pare, que també havia estat organista de la seu gironina, en la seva època eren anomenats Joan Verdalet Major i Joan Verdalet Menor. Joan Verdalet fill i el seu germà Francesc, administrador del Seminari, van promoure que el 1703 es fes un sepulcre al claustre de la catedral per acollir les despulles dels seus pares i, sembla, les d'ambdós germans quan els arribà l'hora.
A l'orgue de la catedral gironina el succeí el seu familiar Joan Bosch i Verdalet (? - Girona, 1739), que ocupà el càrrec en el període 1712-1714.

## Obres
- Quomodo obtexit (1703), motet a 4 veus[2]

### Obres d'atribució incerta entre els Joan Verdalet pare i fill
- A tan bella flor, cantata
- Cantat Mater
- O vos omnes qui gaudetis, per a cor mixt